# An Hiệp, Châu Thành (Sóc Trăng)
An Hiệp là một xã thuộc huyện Châu Thành, tỉnh Sóc Trăng, Việt Nam.

## Địa lý
Xã An Hiệp nằm ở phía nam huyện Châu Thành, có vị trí địa lý:
- Phía đông giáp xã Phú Tân và thành phố Sóc Trăng
- Phía tây giáp xã An Ninh và xã Thiện Mỹ
- Phía nam giáp xã An Ninh và thành phố Sóc Trăng
- Phía bắc giáp xã Phú Tân và xã Thuận Hòa.

Xã An Hiệp có diện tích 32,47 km², dân số năm 2022 là 22.262 người, mật độ dân số đạt 685 người/km².
Trên địa bàn xã có Quốc lộ 1 đi qua.

## Hành chính
Xã An Hiệp được chia thành 7 ấp: An Tập, An Trạch, Bưng Tróp A, Bưng Tróp B, Giồng Chùa A, Giồng Chùa B, Phụng Hiệp.

## Lịch sử
Ngày 23 tháng 12 năm 1988, Hội đồng Bộ trưởng ban hành Quyết định số 197-HĐBT về việc thành lập xã An Hiệp thuộc huyện Mỹ Tú trên cơ sở 3.588,64 ha diện tích tự nhiên và 14.138 nhân khẩu của xã An Ninh.
Ngày 30 tháng 10 năm 1995, Chính phủ ban hành Nghị định số 70-CP về việc thành lập Phường 7 thuộc thị xã Sóc Trăng trên cơ sở 282,49 ha diện tích tự nhiên và 2.545 nhân khẩu của xã An Hiệp.
Ngày 24 tháng 9 năm 2008, Chính phủ ban hành Nghị định số 02/NĐ-CP về việc chuyển xã An Hiệp thuộc huyện Mỹ Tú về huyện Châu Thành mới thành lập quản lý.